# Долна-Кремена
Долна-Кремена (болг. Долна Кремена) — село в Болгарии. Находится в Врачанской области, входит в общину Мездра. Население составляет 551 человек.

## Политическая ситуация
В местном кметстве Долна-Кремена, в состав которого входит Долна-Кремена, должность кмета (старосты) исполняет Румен Василев Серафимов (независимый) по результатам выборов.
Кмет (мэр) общины Мездра — Иван Аспарухов Цанов (независимый) по результатам выборов.